# ريوتا كاناي
ريوتا كاناي (باليابانية: 金井 隆太) (مواليد 16 أغسطس 1989) هو لاعب كرة قدم ياباني.

## وصلات خارجية
- ريوتا كاناي على موقع رابطة كرة القدم اليابانية للمحترفين (اليابانية)
- ريوتا كاناي على موقع Soccerway.com (الإنجليزية)